# Sale el sol (singolo)
Sale el sol è un brano musicale della cantante colombiana Shakira estratto come secondo singolo dall'album omonimo Sale el sol, pubblicato il 19 ottobre 2010. Il brano, scritto dalla cantante in collaborazione con Luis Fernando Ochoa, è stato annunciato come secondo singolo il 6 novembre 2010 dal sito ufficiale di Shakira, è entrato in rotazione radiofonica a partire dal 31 dicembre 2010 ed è stato pubblicato il 4 gennaio 2011. La copertina del singolo è stata resa pubblica il 22 dicembre 2010.

## Descrizione
Sale el sol è una ballata folk rock che parla di come dopo dei periodi difficili "il sole torni a splendere nuovamente"; «credo che dentro ognuno di noi ci sia un sole che non potrà mai tramontare..e questa canzone vuole evidenziare questa cosa» ha dichiarato Shakira.
In una recensione dell'album sulla rivista statunitense Billboard la canzone è stata considerata "bella e nostalgica".
Shakira ha interpretato per la prima volta il brano al festival di Rock in Rio a Madrid il 4 giugno 2010. Per la promozione del disco, è stato possibile ascoltare il brano in anteprima, insieme a Antes de las seis, già dalla metà di settembre.

## Tracce
Download digitale
1. Sale el sol – 3:21

## Video musicale
Il video è diretto da Jaume de la Iguana, che aveva già collaborato con Shakira per la realizzazione del video di Loca, ed è stato girato a Terrassa in Catalogna a partire dal 10 novembre 2010: alcune scene tratte dal video sono state utilizzate nello spot pubblicitario di Natale per lo spumante "Freixenet". Per girare lo spot Shakira ha ricevuto 500 000 dollari che ha devoluto in beneficenza a due scuole, una ad Haiti e l'altra in Colombia.
L'8 dicembre 2010 la Freixenet ha diffuso lo spot realizzato da Shakira ed è stato possibile vedere un'anteprima del video in cui si vede la cantante prima con una polo nera cantare in un luogo innevato e poi vestita da principessa con un abito color oro alla ricerca della via d'uscita da un labirinto per vedere sorgere il sole. La première del video, inizialmente prevista per il 26 gennaio 2011, è avvenuta il 3 febbraio 2011.

## Classifiche
| Classifica (2011)       | Posizione massima |
| ----------------------- | ----------------- |
| Belgio                  | 55                |
| Colombia                | 1                 |
| Francia                 | 33                |
| Italia                  | 20                |
| Polonia                 | 14                |
| Spagna                  | 8                 |
| Stati Uniti (Latin)     | 10                |
| Stati Uniti (Latin Pop) | 2                 |
| Svizzera                | 18                |

### Classifiche di fine anno
| Classifica (2011) | Posizione |
| ----------------- | --------- |
| Spagna            | 38        |

## Pubblicazione
| Paese       | Data           | Formato           | Etichetta                |
| ----------- | -------------- | ----------------- | ------------------------ |
| Austria     | 4 gennaio 2011 | Download digitale | Sony Music Entertainment |
| Belgio      | 4 gennaio 2011 | Download digitale | Sony Music Entertainment |
| Danimarca   | 4 gennaio 2011 | Download digitale | Sony Music Entertainment |
| Finlandia   | 4 gennaio 2011 | Download digitale | Sony Music Entertainment |
| Francia     | 4 gennaio 2011 | Download digitale | Sony Music Entertainment |
| Italia      | 4 gennaio 2011 | Download digitale | Sony Music Entertainment |
| Paesi Bassi | 4 gennaio 2011 | Download digitale | Sony Music Entertainment |
| Portogallo  | 4 gennaio 2011 | Download digitale | Sony Music Entertainment |
| Spagna      | 4 gennaio 2011 | Download digitale | Sony Music Entertainment |
| Stati Uniti | 4 gennaio 2011 | Download digitale | Sony Music Entertainment |
| Svezia      | 4 gennaio 2011 | Download digitale | Sony Music Entertainment |
| Germania    | 11 marzo 2011  | CD singolo        | Sony Music Entertainment |